# Звичаї та етикет в Японії
Звичаї та етикет в Японії дуже важливі і визначають соціальну поведінку японців. Велика кількість японських книг описують деталі етикету. Деякі положення етикету можуть відрізнятися в різних регіонах Японії. Деякі звичаї змінюються з плином часу. Нижче наведені загальноприйняті сучасні звичаї в Японії.

## Традиційне купання

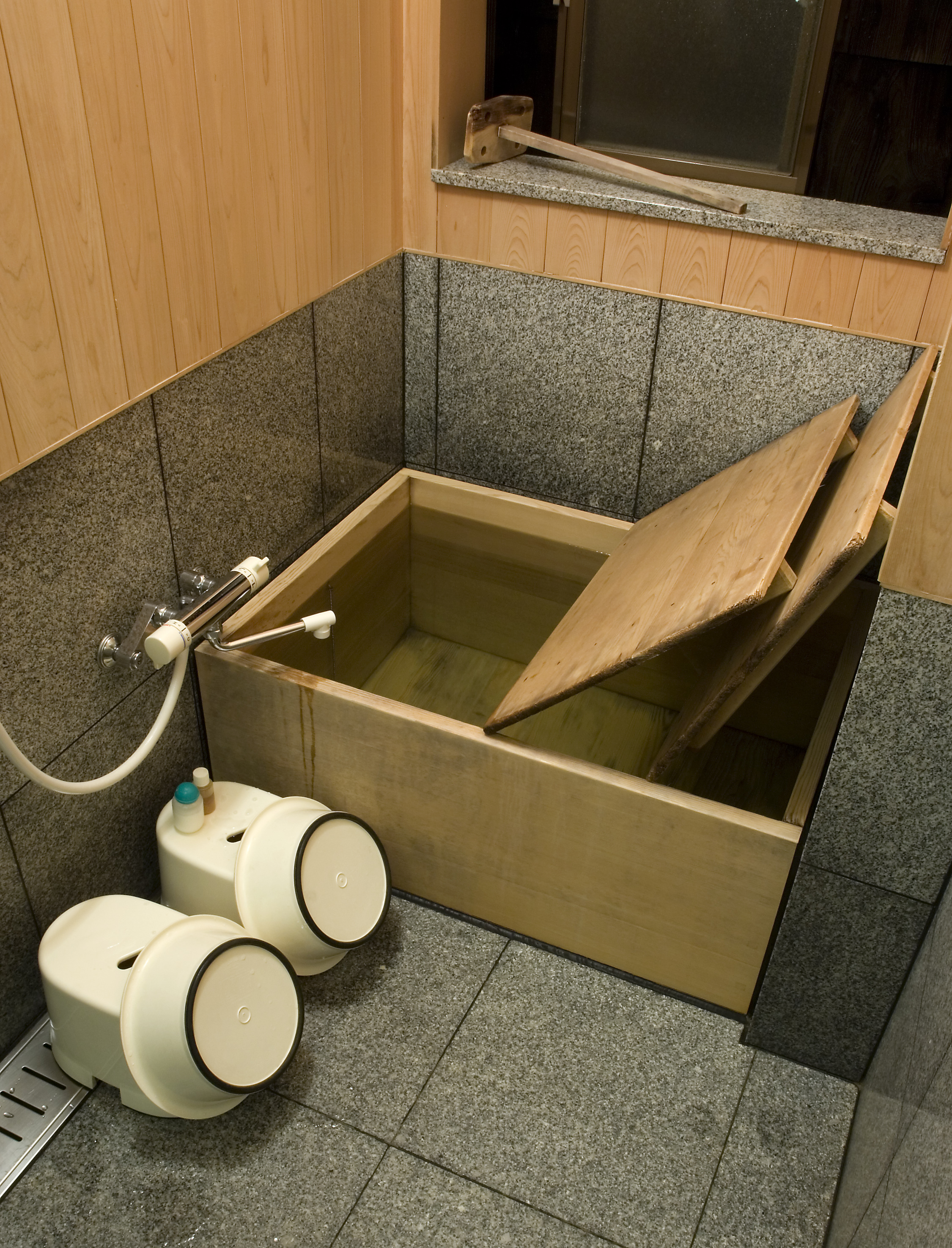
Офуро в Рекані

Для купань використовують традиційну японську лазню офуро. Традиційна японська ванна в фуро квадратна, і досить глибока для того, щоб вода покрила плечі, але іноді вимагає від того, хто купається, сидіти з колінами, що впираються в груди. Ванна в офуро менша і глибша, ніж це прийнято в західних будинках. Форми нових ванн більше схожі на західні. Офуро в Японії використовуються не стільки для миття тіла, скільки для розслаблення і не тільки фізичного розслаблення, а й духовного. У ванну потрібно занурюватися з чистим тілом. Обмивання перед купанням зазвичай проводиться з крана або душу, що знаходяться в тому ж приміщенні, сидячи на маленькій табуретці. В Японії дуже економно ставляться до прісної води. Вода, що залишається у ванні, в кінці дня зігрівається за допомогою спеціальних нагрівачів, і може бути використана всіма членами сім'ї для вмивання, а також для прання одягу в пральній машині. Ванна, коли вона не використовується, накривається кришкою для підтримки температури води, а також для запобігання випаровуванню.
В будинках з маленькими ваннами члени сім'ї купаються один за іншим, у порядку старшинства, традиційно, починаючи з найстарших чоловіків або найстаршого в родині (бабуся може купатися перед главою сім'ї). Якщо в будинку є гості, вони будуть мати пріоритет. У будинках з великими ваннами, члени сім'ї можуть купатися разом. Зазвичай один або обоє батьків купаються з немовлятами та дітьми ясельного віку, і навіть у міру дорослішання дітей вони як і раніше купаються з одним із батьків.

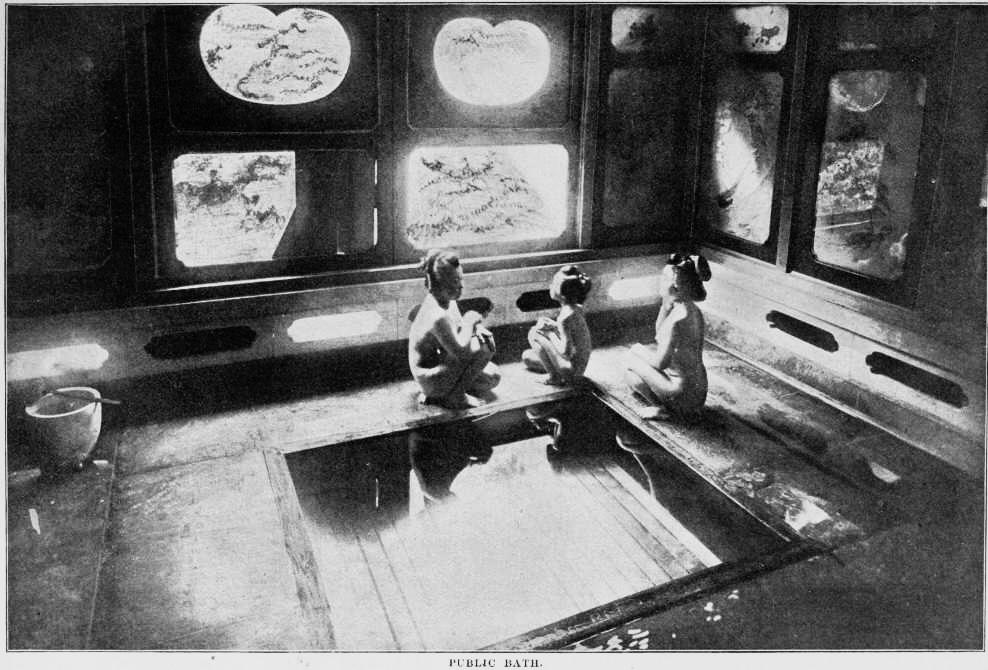
Вид сенто, 1901 рік

Ванни все частіше зустрічаються в сучасних японських будинках, але є ще багато дрібних і старих квартир у містах, які не мають ванни. Існують громадські місця для купання — лазні сенто. Особливістю сенто є обов'язкова послідовність процедур — відвідувачі лазні попередньо миються в окремому приміщенні і тільки після цього переходять у басейн з гарячою водою. Нерідко сенто відвідують всією сім'єю. Як правило, сенто розділені за статевою ознакою, і відвідувачі купаються оголені, прикриваючи рушником статеві органи.
Відвідувачам традиційних японських готелів рьокан запропонують використовувати спільне офуро або індивідуальне, якщо це було заплановано заздалегідь.
Онсен — купання в геотермальних гарячих джерелах, якими рясніє Японія. В онсені купання може відбуватися на відкритому повітрі у природному водоймищі, заповненому гарячою водою з джерела, або в закритому офуро, де ванну наповнюють гарячою мінеральною водою з джерела.
У багатьох сенто і онсенах діє заборона для клієнтів з татуюваннями, посилаючись на стурбованість з приводу діяльності якудзи.

## Японський етикет поклонів
Японці вітають один одного поклонами. Поклони можуть бути як простим кивком голови, так і глибоким поклоном - до 90 0 . Все залежить від соціального статусу людини, яку ви вітаєте. Наприклад, якщо вітаєте якого-небудь поважного начальника, треба постаратися, щоб ваш уклін був глибшим і тривав трохи довше. Як правило, більшість іноземців обмежуються легким нахилом голови, а переважна більшість японців не очікують від іноземців детального знання правил етикету, що стосуються поклонів. Тому, не особливо утискуючи власне самолюбство, просто кивніть головою. Поклон – це також спосіб подякувати й вибачитися. Рукостискання не прийнятті. Не протягуйте першим руку для рукостискання. Звичайно, можна пожати руку, якщо японець сам прагне привітатися з Вами звичним для Вас способом.

## Чайна церемонія
Церемонія приготування чаю є ритуальною формою, яка досі проводиться в країнах Східної Азії. Це не просто приготування чи подання чаю, а мистецтво. У Японії для цього ще в давнину почали будувати спеціальні чайні будиночки в чайних садах. Кімнати в яких проводили ці церемонії називали Тяшіцу.
Сама церемонія– це ціла культура, знання, які передавались з покоління в покоління. Зараз відомо три найдавніших основних шкіл де навчають чайної церемонії.
В цілому дана церемонія являється процесом зустрічі господаря з його гостями і складається з декількох дій виконаних в зазначеному порядку. Зазвичай на чайній церемонії використовують лише зелений чай - мате, а ще багато всього, що потрібно  для приготування, починаючи з філіжанок і закінчуючи спеціальним посудом для солодощів. Все залежить від того яку саме церемонію ви для себе обрали, адже вони поділяються і по порам року, дням і навіть те, який саме період доби обрано для проведення церемонії.

## Традиційний одяг

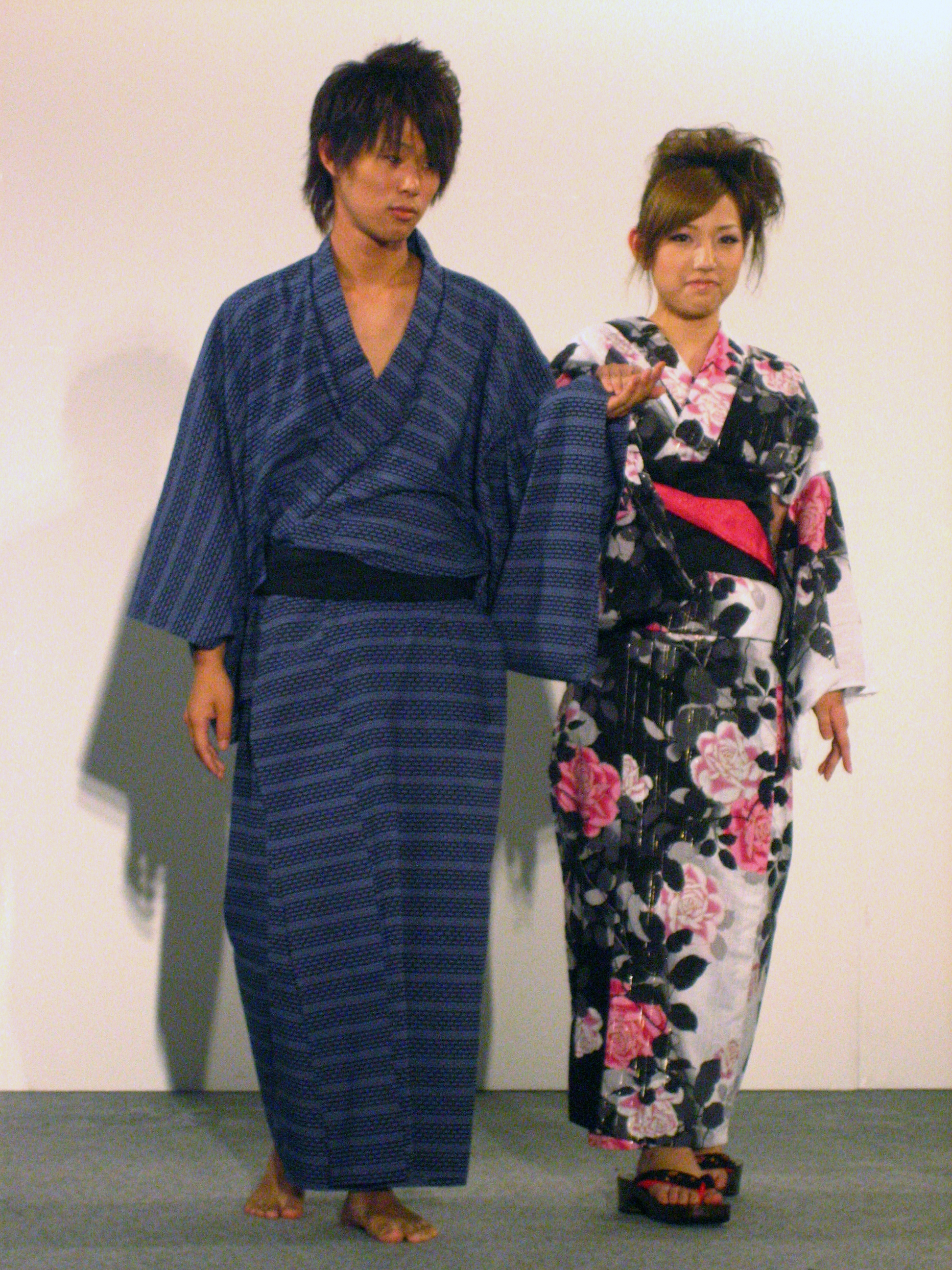
Чоловіча та жіноча юката

У сучасній Японії кімоно втратило статус повсякденного одягу і використовується тільки в спеціальних випадках жінками. Чоловіки одягають кімоно найчастіше для участі в чайній церемонії, на весіллях та заняттях бойовими мистецтвами. В Японії існує безліч курсів, на яких вивчається історія кімоно, а також викладаються навички підбору зразків і тканин для кожної церемонії і пори року.
Під час спекотних літніх місяців широко використовується полегшене кімоно — юката, зроблене з бавовни або синтетичної тканини, без підкладки. Юкату носять як чоловіки, так і жінки. Юката відродилася в кінці 1990-х років.
Традиційно бавовняна тканина для юкати фарбується в колір індиго. Сьогодні спектр кольорів розширився. Як і для кімоно, загальне правило для юкати — молоді люди носять яскраві кольори і сміливі візерунки, в той час як літні люди носять темні кольори і геометричні візерунки. Юкату пропонують відвідувачам японських готелів рьокан як халат.

## Етикет трапези
Харчування в Японії традиційно починається з фрази ітадакімас (яп. いただきます) (букв. «Я смиренно отримую»). Фраза за застосуванням співвідноситься з фразою «Смачного». Але буквально висловлює подяку всім, хто причетний до приготування, вирощування або полювання, й вищим силам, що забезпечили їжу, яка подається.
Після закінчення трапези японці також використовують ввічливу фразу готісо:-сама-десіта (яп. ご馳走様でした) («це була [прекрасна] трапеза»), яка виражає подяку і повагу всім присутнім, кухареві й вищим силам за прекрасну трапезу.
Не повністю доїдати страву не вважається нечемним у Японії, але скоріше це сприймається як сигнал для господаря, що ви хочете, щоб вам запропонували ще одну страву. І навпаки, з'їсти страву повністю (включно з рисом) — ознака того, що ви задовольнилися поданою їжею, і її було досить. Дітям рекомендується з'їсти все до останньої зернини рису. Неввічливо вибирати окремі частини страви і залишати інше. Жувати слід із закритим ротом.
Припустимо допивати суп або доїдати рис, піднявши чашу до рота. Суп можна пити безпосередньо з невеликої чаші, не користуючись ложкою. Великі тарілки з супом можуть подаватися з ложкою.

## Традиціїкулінарії
Одні із ранніх, відомих сьогодні кулінарних творів (рьорісьо) в Японії датуються кінцем XIII століття. Вони включали опис ритуалів поводження з кухонним ножем (сікіботьо), правила поведінки під час бенкетів, рецепти страв, способи готування й техніки обробки продуктів. Особливу увагу автори звертали на склад, приготування, декорування страв, що були обов'язковими для того чи іншого виду бенкету.
Ідеал японської кухні — сирий продукт у натуральному вигляді. Продукти піддають різним видам обробки, але в мінімальній мірі, намагаючись зберегти первинний вигляд і форму продукту. У дорогих ресторанах сашімі подається не окремими скибочками, а у вигляді цілої риби. Риба, зазвичай розрізана і очищена від луски і кісток, але з голови, кісток і скибочок знову формують рибу, яка виглядає, як жива. До японських майстрів кулінарії не підходить слово кухар (що походить від дієслова куховарити). Майстер називається ітамае, що в дослівному перекладі означає «перед дошкою», а за змістом «той, хто ріже». Найважливішим вважається мистецтво різання, яким японські майстри володіють досконало. Японські страви — не просто їжа, це витвори мистецтва. Майстри японської кухні намагаються не просто прикрасити страву, а створити на тарілці шматочок природи.

## Традиції вживанняалкогольних напоїв
Сучасна алкогольна культура Японії базується на трьох основних напоях: пиво, віскі і саке. Вино (як сухе, так і кріплене) японцями вживається рідко.
Перші два напої були запозичені японцями із Заходу.
На пиво припадає дві третини алкоголю і ця частка постійно зростає. В Японії пиво почали виробляти у 1873 році. Традиція пивоваріння прийшла з Німеччини. Місцева специфіка — додавання в пиво рису в процесі приготування.
Віскі було запозичене з Америки. Спосіб вживання віскі — в стандартний стакан наливається сантиметр віскі, а решта обсягу заповнюється газованою водою і льодом. Міцність такого «напою» — не вище десяти.
Саке (найдавніший і чи не єдиний) алкогольний напій місцевого походження, вживається в Японії частіше, ніж віскі.
За японським застіллям не прийнято цокатися, виголошувати різноманітні тости на зразок кавказьких. Лише піднявши келихи в перший раз, японці дружно вимовляють «Кампай!» («сухе дно»).
Японці не відрізняються стійкістю до алкоголю і п'яніють від порівняно невеликого обсягу алкоголю (внаслідок дефіциту ферменту, що забезпечує розщеплення алкоголю). Випивши, японці цього не соромляться. Товариством теж не засуджуються п'яні люди, якщо їх поведінка не агресивна.
В японських ресторанах існує можливість залишати пляшку з недопитим алкогольним напоєм під своїм прізвищем, яка буде зберігатися на поличці за стійкою. Пляшка буде зберігатися до наступного відвідування. У деяких випадках японець може мати у своєму розпорядженні вже сплачені запаси спиртного, відразу в декількох закладах.

## Етикет використання паличок для їжі
Палички для їжі почали використовуватися в Японії з періоду Нара (710—794 рр). В Японії існує багато традицій і неписаних правил, пов'язаних з використанням паличок для їжі хасі́ (яп. はし, хаси). Палички призначені тільки для їжі, а всі інші дії з ними в руці ображають культуру і традиції країни та демонструють неповагу до правил поведінки за столом. Тому не рекомендується:
- стукати паличками по столі, тарілці або інших предметах, щоб привернути увагу і, наприклад, покликати офіціанта;
- вказувати і розмахувати паличками у повітрі;
- «малювати» паличками на столі або водити ними безцільно навколо їжі — перш ніж потягнутися до їжі, потрібно спочатку вибрати шматок;
- колупатися паличками у мисці в пошуках кращого шматка — брати їжу потрібно завжди зверху і той шматок, до якого доторкнулися;
- трясти паличками, щоб остудити шматок;
- облизувати палички або тримати їх у роті безцільно;
- наколювати їжу на палички;
- затискати палички в кулаці (що сприймається, як агресія);
- підтягувати до себе тарілку за допомогою паличок;
- встромляти палички до рису, особливо вертикально — це роблять тільки на похоронах, символізуючи підношення померлому. Більше того, якщо за столом хтось через незнання встромив палички в рис, навколишні хмурніють: стародавня прикмета каже, що в такому разі хтось скоро помре.

Коли ви хочете попіклуватися за кимось і покласти їжу йому на тарілку слід використовувати зворотний бік паличок (товсті, не використані вами кінчики). Ідеалом вважається, якщо кожен бере їжу із загальної тарілки зворотною стороною паличок, кладе її на свою тарілку, а тільки потім перевертає палички і приступає до їжі.
Для паличок існують спеціальні підставки (хасіокі). Після споживання їжі палички слід класти на неї і в жодному разі не впоперек тарілки. У ресторанах, де спеціальної підставки немає, палички кладуть назад в паперовий чохол, в якому їх подали. Якщо ж немає ні чохла, ні підставки — можна покласти палички на стіл, але тільки не перетинаючи їх хрест-навхрест. Крім того, палички завжди кладуть гострим кінцем вліво.
За допомогою паличок можна не тільки тримати їжу і відправляти її до рота, а й виконувати багато інших, складніших операцій: змішувати соус, розділяти шматки, подрібнювати і навіть різати. Ці дії зазвичай не доводиться виконувати в процесі традиційної трапези, оскільки японські кулінарні правила наказують подавати їжу невеликими шматочками, щоб їх було зручно класти в рот.
Палички не можна залишати на столі так, щоб вони вказували на когось.

## Взуття
В Японії перевзувають або знімають взуття набагато частіше, ніж у будь-якій іншій країні. Варто знімати вуличне взуття і перевзуватися в приготовані тапочки, що зберігаються в ящику з безліччю відділень. Вуличне взуття знімається біля самого входу, там, де рівень підлоги нижчий, ніж в решті приміщення. Вважається, що ви дійсно увійшли в приміщення не тоді, коли ви закрили за собою двері, а після того, як зняли вуличне взуття і перевзулися.
Необхідно знімати взуття при вході до храмів. Коли змінне взуття не пропонується, доводиться ходити в шкарпетках. Ящик з відділеннями в таких місцях використовується для зберігання вуличного взуття. У вуличному взутті не можна наступати на дерев'яний ґратчастий настил перед ящиками для взуття.
Знімаючи взуття перед входом до храму, відвідувач не тільки допомагає підтримувати порядок у храмі, а й віддає данину синтоїстським уявленням про любов божеств, камі, до чистоти — кійосі. Вулиця з її пилом і сміттям протиставляється чистому простору храму і будинку.
Відвідування ресторану традиційної японської кухні передбачає зняття взуття перед тим, як піднятися до місця трапези — підвищення, вистеленого бамбуковими матами і заставленого низькими столиками. На циновках сидять, підібгавши під себе ноги. Іноді під столиками є заглиблення для розміщення ніг, занімілих від незвичної пози.

## Поцілунок в Японії
Публічна демонстрація поцілунків вважалася порушенням громадського порядку до 1945 року. Порушники, які дозволяли собі подібне в публічному місці, каралися штрафом або затриманням.
Японці й нині відносяться до поцілунку як до екзотичної складової чисто еротичних відносин. Соціальна роль поцілунку в Японії вкрай вузька. Поцілунок, в розумінні японців, не виражає ні симпатії, ні поваги, ні горя, ні співчуття — нічого з тих багатьох речей, які він може означати на Заході.
Дискримінація поцілунку триває і до теперішнього часу. Замість японського слова для позначення поцілунку — сеппун, що вживається вкрай рідко, молоді японці і японки вимовляють слово кісу (від англ. kiss). Вважається, що англійське слово більш охайне, тому що позначає предмет не прямо.

## Посмішка в Японії
Посмішка в Японії — це не тільки природний вираз емоції. Це ще й форма етикету, що означає перемогу духу в протистоянні труднощів і невдач.
Японців з дитинства вчать — найчастіше особистим прикладом — посміхатися на виконання соціальних обов'язків. Посмішка в Японії стала жестом і спостерігається навіть тоді, коли усміхнений чоловік вважає, що за ним не спостерігають. Наприклад, японець намагається встигнути сісти на поїзд в метро, але перед самим носом двері закриваються. Реакція на невдачу — посмішка. Ця посмішка не означає радості, але означає, що до неприємності людина ставиться без нарікання і з бадьорістю.
З юних років японців привчають утримуватися від вираження емоцій, які могли б порушити настільки неміцну часом соціальну гармонію.
В Японії спеціальне жестове вживання усмішки нерідко доходить до крайнощів. До сих пір можна бачити, як посміхаються люди, які втратили близьких. Не слід розуміти це так, ніби мертвих не оплакують. Усміхнений немов говорить: так, втрата моя велика, але є більш важливі спільні турботи, і я не хочу засмучувати оточуючих, виставляючи напоказ своє горе.

## Весілля в Японії

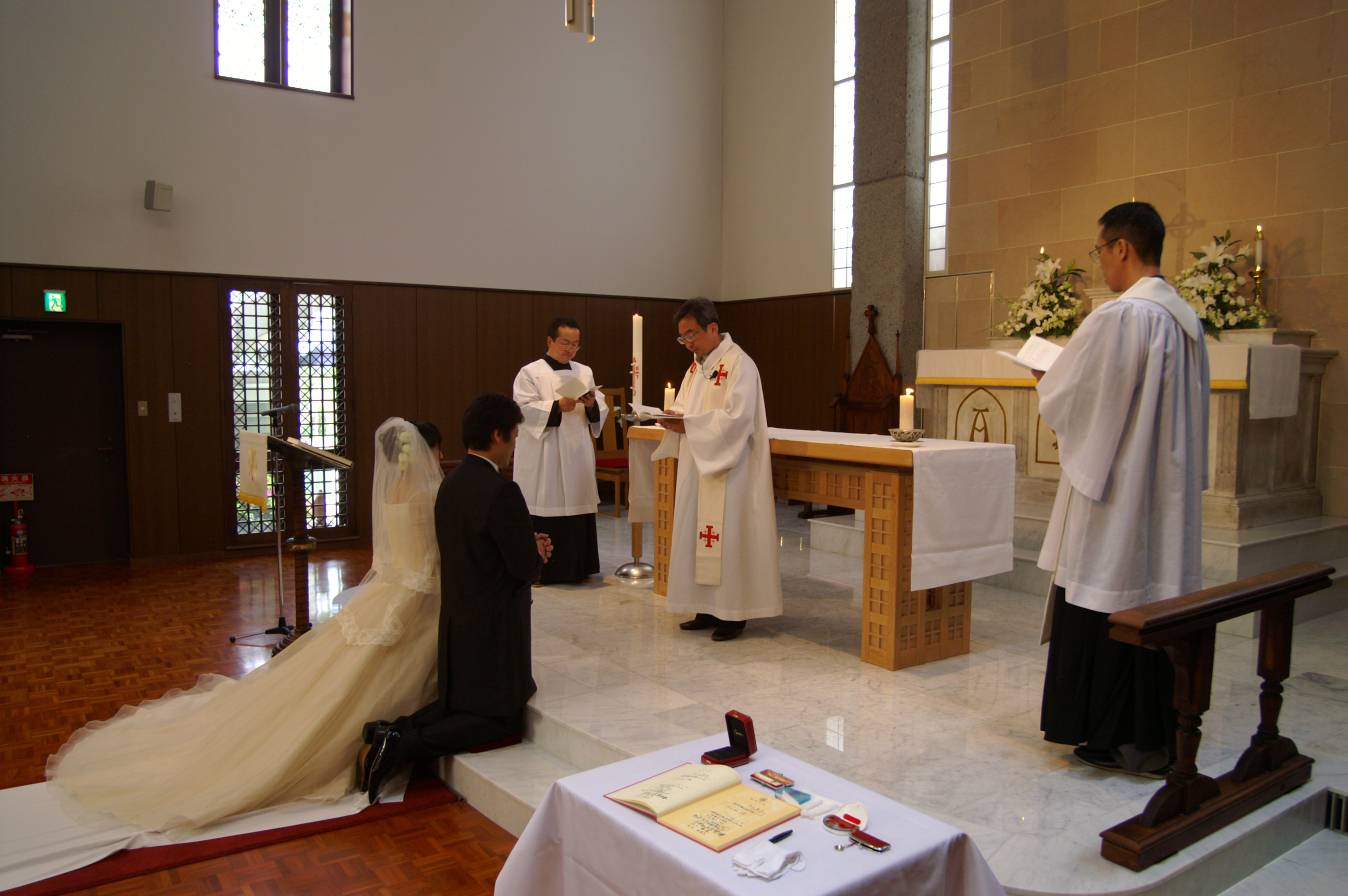
Весілля західного стилю в Японії (Кіото)

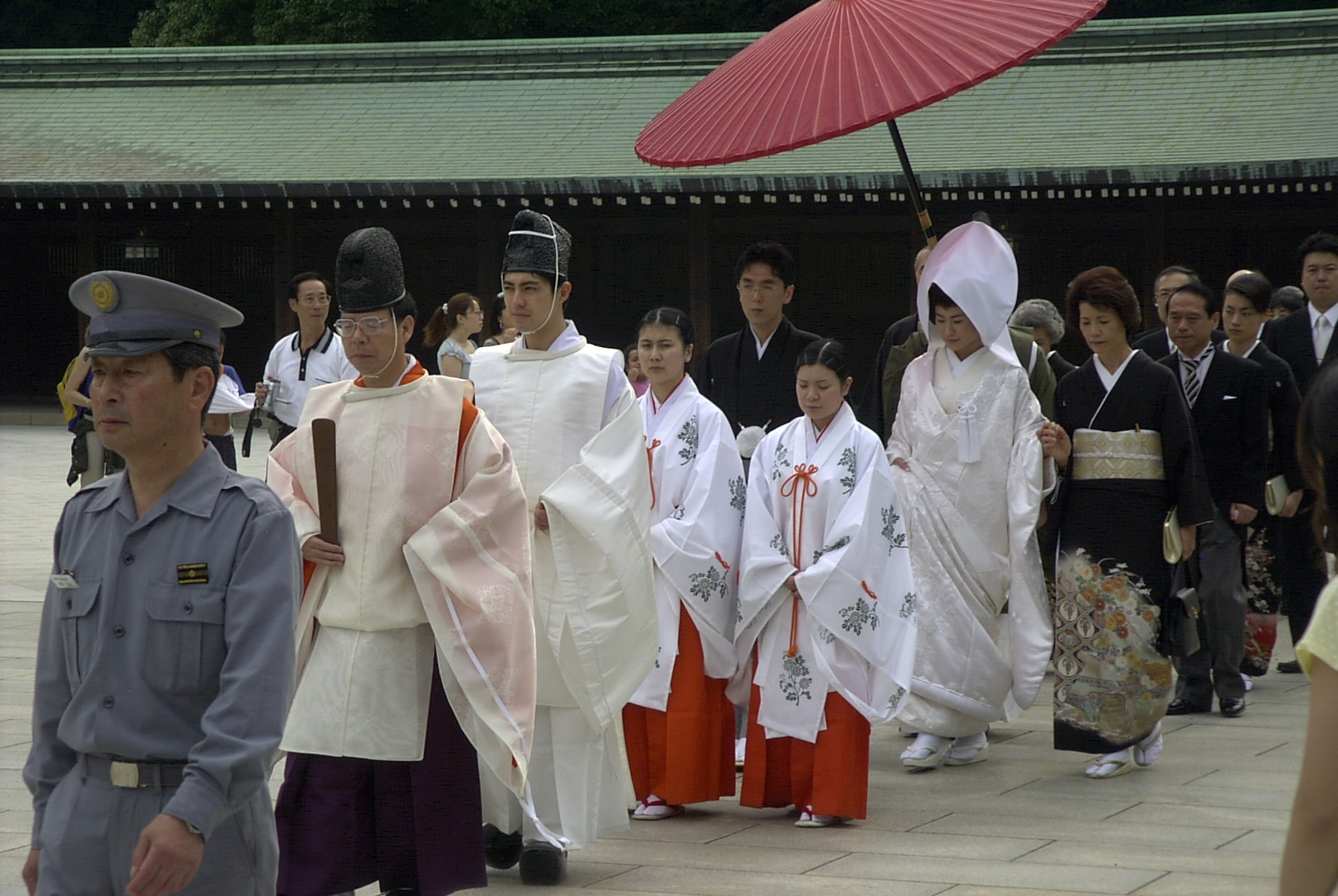
Традиційна японська весільна церемонія

В Японії проводяться весільні церемонії двох видів: в японському традиційному (синто) стилі або в західному стилі.
Незалежно від виду церемонії пара повинна представити офіційне свідоцтво про укладення шлюбу, отримане в місцевих органах влади.
Історично, шлюби розділені на два типи в залежності від способу пошуку партнера: традиційний спосіб — договірний шлюб — міаї кеккон (яп. 見合い結婚?), більш відомий як о-міаї (яп. お見合い) або сучасний спосіб — шлюб через любов — рен'аї кеккон (яп. 恋愛結婚), коли партнера знаходять самостійно. Історично в селянському середовищі шлюб найчастіше укладався після вагітності нареченої.

### Договірні шлюби
Договірні шлюби організовує сваха (сват), звана накодо (яп. 仲人). Сваха надає молодим та їхнім родинам необхідну інформацію, яка міститься в спеціальних документах — «цурісьо», досьє, що вміщує також фотографії молодих. Якщо молоді люди сподобалися один одному, то далі сваха знайомить їх та їхні родини між собою — ця перша зустріч називається міаї (яп. 見合い).
Після першої зустрічі потенційні наречені протягом деякого часу періодично зустрічаються і тільки після цього приймають рішення про шлюб. Якщо вони вирішують одружитися, то проводяться процедури, що передують весіллі: відбуваються заручини, даруються подарунки.
У післявоєнні роки число договірних шлюбів падає.
Виділяють переваги договірних шлюбів, що дозволяють зберігати досить високу кількість прихильників традиційного японського ставлення до шлюбу в сучасній Японії:
- Економія часу (можливість зменшити число попередніх зустрічей під час самостійних пошуків кандидата, які часто мають нульовий або негативний результат).
- Зниження можливості сімейних конфліктів, що виникають у випадках, коли батькам не подобається обранець або обраниця їхньої дитини, дозволяючи батькам брати участь у процесі відбору кандидатів і даючи можливість впливати на результати вибору.
- Отримання докладної інформації про ймовірних партнерів, що дозволяє об'єктивно вирішити, чи підходить той чи інший кандидат під образ майбутнього чоловіка або дружини.

## Розрахунки в касі
Перед кожною касою встановлений невеликий підніс, на який покупець може покласти готівку. Якщо такий підніс встановлений, то є порушенням етикету ігнорувати його і намагатися вручити гроші безпосередньо в руки касирові. Цей елемент етикету, як і поклони перед рукостисканням пояснюється «захистом особистого простору» кожного японця, що пов'язано із загальним дефіцитом життєвого простору в Японії.